# Pterostyrax
Genre
Classification phylogénétique
Pterostyrax est un genre de plantes à fleurs de la famille des Styracacées. Ce sont des arbres et des arbustes à feuilles caduques originaires d'extrême orient, trouvés en Chine et au Japon.

## Description
Il s'agit d'arbres ou d'arbustes à feuilles caduques de 4 à 12 m de haut.
Les feuilles sont alternes, simples et ovales de 6 à 17 cm de long sur 4 à 10 de large.
Les fleurs, hermaphrodites, sont blanches, paniculées, en grappe pendante. Chaque fleur, au calice campanulé, porte 10 étamines, 5 longues et 5 courtes.
Le fruit est une drupe oblongue avec une étroite aile longitudinale. Cette caractéristique différencie les espèces de ce genre de celles du genre Styrax

## Liste des espèces
- Pterostyrax burmanicus W.Wsm. & Farrer - Myanmar
- Pterostyrax cavaleriei Guillaumin - Chine
- Pterostyrax corymbosus Siebold & Zucc. - Chine et Japon
- Pterostyrax henryi Dümmer – Chine et Tibet : voir Sinojackia henryi (Dümmer) Merr.
- Pterostyrax hispidus Siebold & Zucc.
- Pterostyrax leveillei (Fedde ex H.Lév.) Chun (Styrax leveillei) - Chine
- Pterostyrax micranthum Siebold & Zucc. - Japon
- Pterostyrax psilophyllus Diels ex Perkins - Chine

Nota : l'épithète spécifique est souvent improprement accordé au féminin ("corymbosa" par exemple) alors que le nom générique est au masculin.

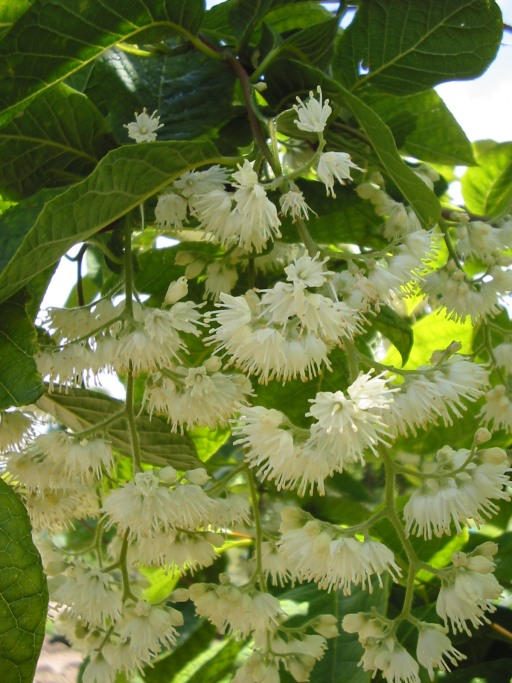
Pterostyrax hispidus
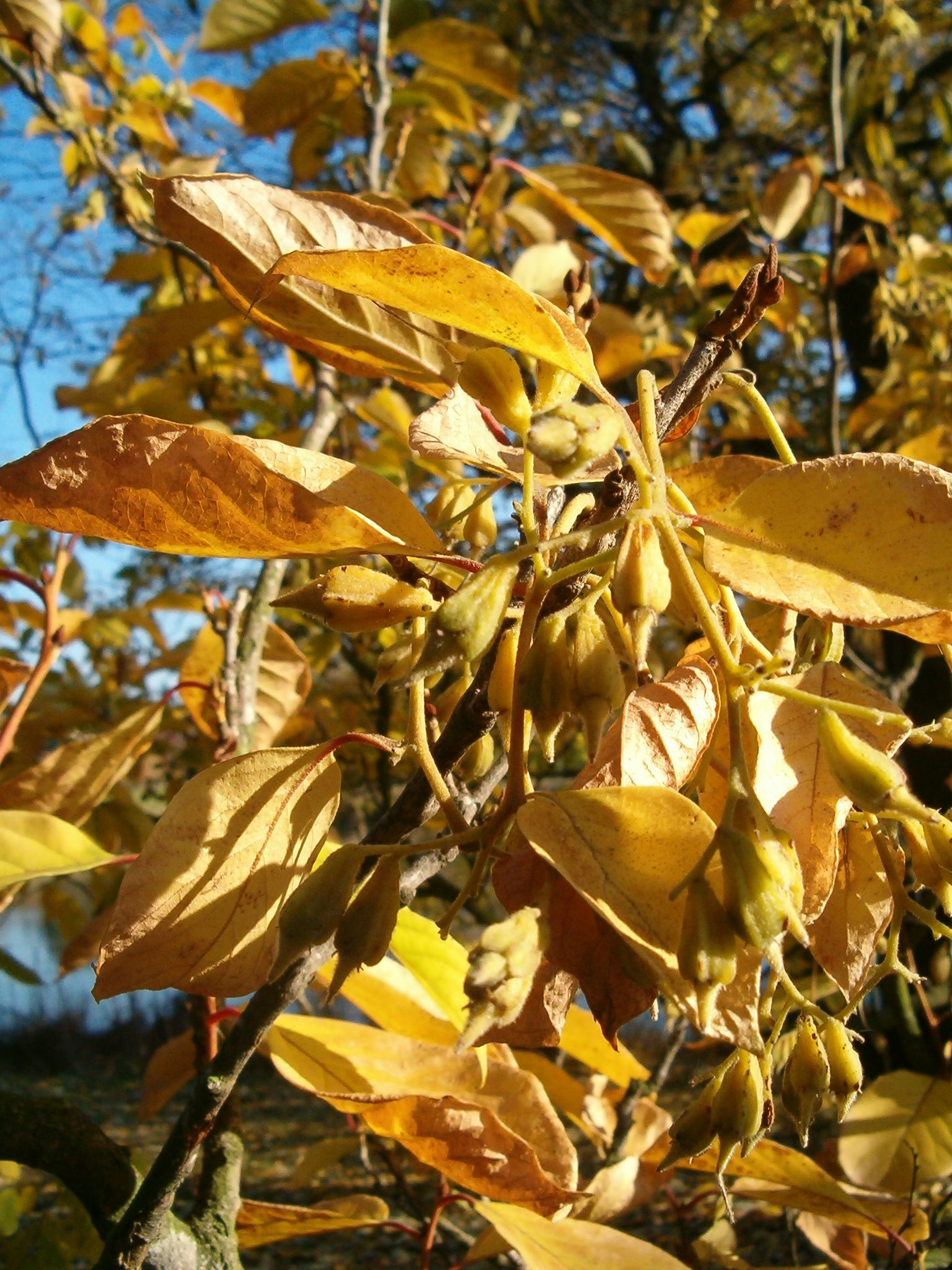
Pterostyrax corymbosus.
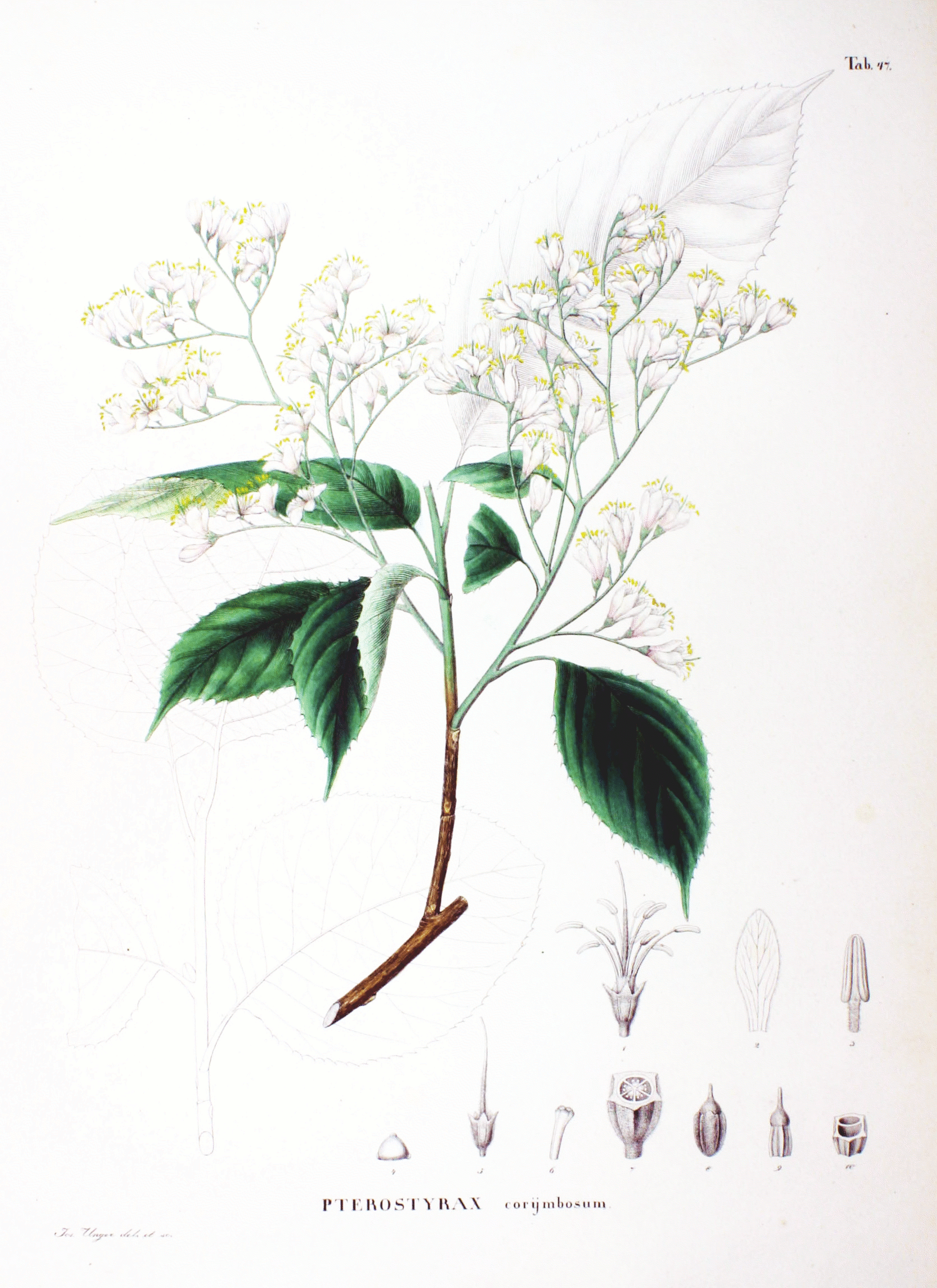
Pterostyrax corymbosus.